# 八一水库 (肇州)
八一水库是中国黑龙江省大庆市肇州县境内的一座水库，位于青马河上，建于1958年。水库正常库容为600万立方米，集雨面积为801平方千米，海拔为138.5米。